# Узбек, Виктор Спиридонович
Виктор Спиридонович Узбек (26 ноября 1939, Мариуполь, Сталинская область — 6 декабря 2020, Мариуполь, Донецкая область) — советский украинский художник-гравер, скульптор-медальер. Член Национального союза художников Украины. Заслуженный художник Украины (2017).

## Биография
Родился 26 ноября 1939 года в Мариуполе. Отец — Спиридон Савич (1906—1996), грек по происхождению, работал на заводе «Азовсталь». Мать — Елена Филимоновна (1910—1988), украинка.
В 1957 году Узбек окончил среднюю школу № 51. В 1957—1961 годах работал на заводе «Азовсталь» и на фабрике художественных изделий.
В 1961—1973 годах жил, учился и работал в Новосибирске. В 1962 году поступил на архитектурный факультет Новосибирского инженерно-строительного института. После четырех лет обучения решил освоить работу гравера, начал работать в мастерской «Сибирский сувенир».

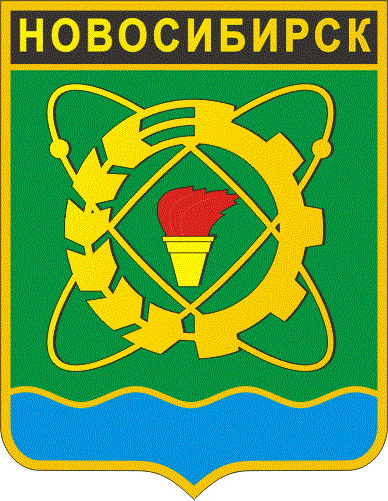
Герб Новосибирска в 1970—1993 годах, автор — В. С. Узбек

Выставочную деятельность начал в 1970 году. В том же году стал победителем конкурса на разработку герба Новосибирска. Разработанный им герб действовал в 1970—1993 годах.
В 1973 году Узбек вернулся в Мариуполь, работал в художественно-производственном комбинате Донецкого областного отделения Союза художников СССР.
Сотрудничал с мариупольским скульптором и медальером Ефимом Харабетом (1929—2004).
Умер 6 декабря 2020 года в Мариуполе.

## Творчество
Выполнил более 700 работ в различных материалах и техниках. Среди произведений Узбека — медали, плакеты, значки, модели орденов для наград, скульптуры малых форм. Тематика работ — исторические действия, культура, спорт, история компаний и другое.
Особое место в творчестве художника занимали портретные медали, ордена, значки и другие награды, посвящённые выдающимся историческим и культурным деятелям: Владимиру Великому, Тарасу Шевченко, Николаю Гоголю, Архипу Куинджи и другим.
Узбек — автор медали лауреата Народной премии Украины имени Тараса Шевченко, а также художественных наград, лауреатских нагрудных знаков Всеукраинской премии имени Данила Щербаковского и Всеукраинской молодежной премии имени Костя Широцкого, художественного знака «Мастер года».
Создавал медали и значки, посвященные родному городу: Почётный гражданин Мариуполя, Почётная гражданка Мариуполя, 50 лет заводу Азовсталь и другие. Автор памятных медалей к международным художественным фестивалям «Мемориал А. И. Куинджи» 2007, 2012 и 2016 годов.
Участник более 50 областных, республиканских, международных художественных выставок. Последняя персональная выставка состоялась в 2019 году в Мариуполе к 80-летию со дня рождения художника в Мариупольском художественном музее имени Куинджи.
Часть творчества Узбека связана с его греческими корнями. Он автор почетной награды «Знак ФГТУ», знака, посвященного международному фестивалю греческой культуры «Мега Юрты», ордена Святого Митрополита Игнатия.
Произведения медальера хранятся в музеях Украины, в частных коллекциях Канады, США, Греции, Польши, Германии, Бельгии, Швеции и других стран.

## Награды
- Почётный гражданин Новосибирска
- Лауреат Всеукраинской премии имени Татьяны Яблонской (2014)
- Лауреат премии имени Николая Ярошенко (Полтава, 2015)[10]
- Лауреат премии Георгия Чернявского (2016)
- Лауреат Всеукраинской премии имени Данила Щербаковского (2016)
- Заслуженный художник Украины (2017).